# Panzerkampfwagen III
Der Panzerkampfwagen III (auch PzKpfw III oder Panzer III) war ein mittlerer deutscher Panzer im Zweiten Weltkrieg. Als Standardmodell für die künftigen Panzerdivisionen vorgesehen, war er mit einer panzerbrechenden Kanone für die Panzerbekämpfung ausgerüstet, während der bauähnliche Panzer IV als Unterstützungsfahrzeug dienen sollte. Der von Daimler-Benz entwickelte Panzer III, der in den Jahren 1941 und 1942 der wichtigste deutsche Panzerkampfwagen war, bewährte sich in der ersten Kriegshälfte gut, danach nahm jedoch mit dem Erscheinen leistungsfähigerer gegnerischer Panzer sein Kampfwert aufgrund der eingeschränkten Ausbaufähigkeit schnell ab. Von 1936 bis 1943 wurden 5700 Exemplare hergestellt, wobei das Fahrgestell als Grundlage für das wesentlich erfolgreichere Sturmgeschütz III bis zum Kriegsende produziert wurde.

## Geschichte

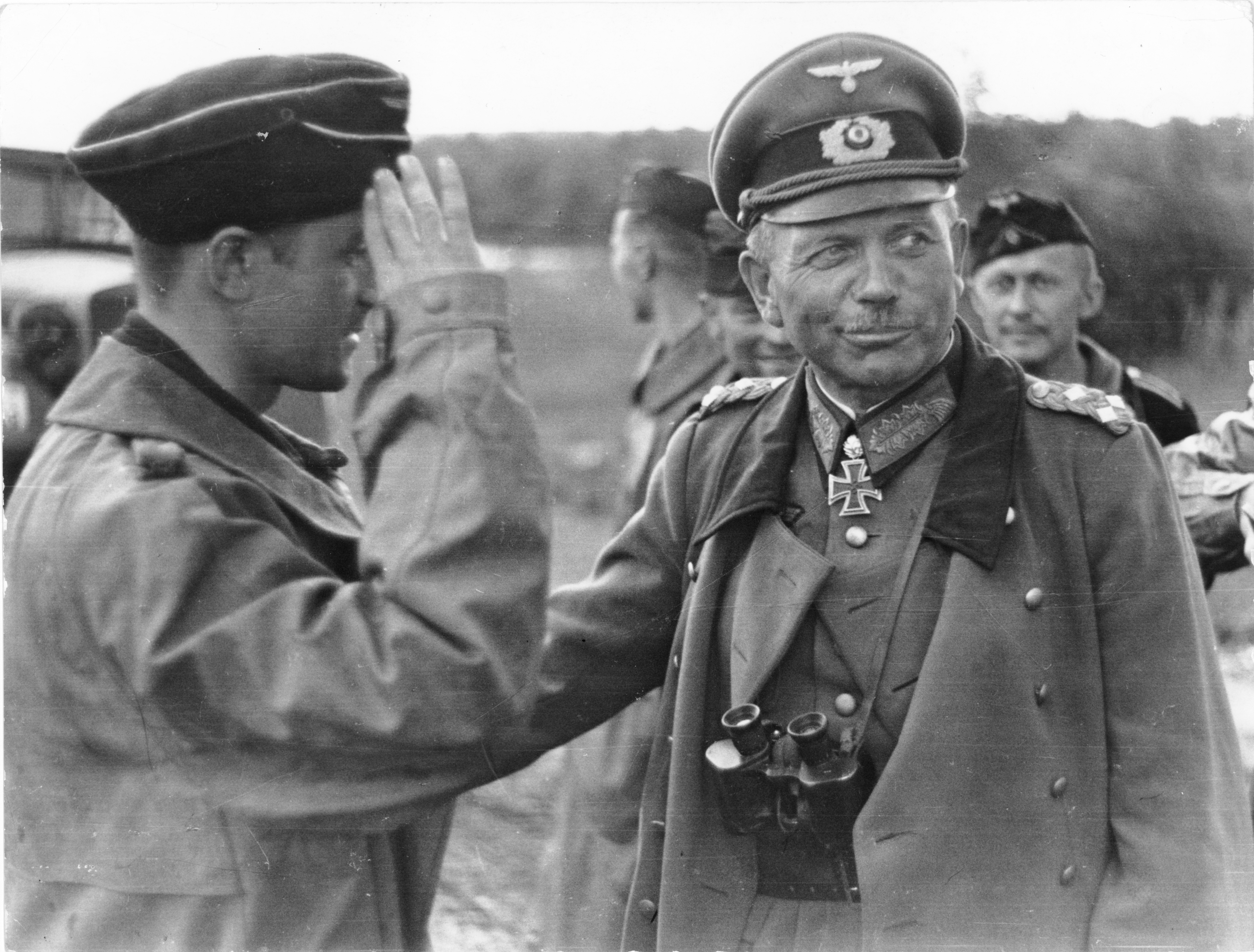
Heinz Guderian (rechts) konnte sich mit seiner Forderung nach einer 5-cm-Kanone anfangs nicht durchsetzen

Zur endgültigen Ausstattung der zukünftigen Panzerverbände hatte der spätere Generaloberst Heinz Guderian, der die Panzerwaffe zur selbstständigen Truppengattung entwickelte, zwei Panzerkampfwagen vorgesehen. Einen Wagen, der mit seiner panzerbrechenden Kanone die feindlichen Panzer ausschalten sollte, sowie ein mit einem größeren Kaliber ausgestattetes Unterstützungsfahrzeug. Aus diesen Überlegungen heraus entstanden der Panzerkampfwagen III und der Panzerkampfwagen IV, wobei der Panzer III für die drei leichten Kompanien und der Panzer IV für die vierte Kompanie eines Panzer-Bataillons vorgesehen war.
Über die Bewaffnung des projektierten Panzer III gab es grundsätzliche Meinungsverschiedenheiten. Guderian und die Inspektion der Kraftfahrtruppen forderten eine durchschlagskräftige 5-cm-Kampfwagenkanone (KwK), während das Heereswaffenamt und die Inspektion der Artillerie die schon von der Infanterie genutzte 3,7-cm-Kanone aus Gründen der Vereinheitlichung als ausreichend betrachteten und sich schließlich auch durchsetzen konnten. Zumindest konnte Guderian erreichen, dass der Turmdrehkranz groß genug dimensioniert wurde, um den nachträglichen Einbau einer stärkeren Kanone zu ermöglichen; ein Umstand, der sich später noch als notwendig erweisen sollte.
Die weiteren Anforderungen an das Kampffahrzeug waren ein die Tragfähigkeit der Straßenbrücken berücksichtigendes Maximalgewicht von 24 Tonnen, eine Besatzung von fünf Mann und der Einbau einer Funkanlage, die eine interne Verständigung sowie eine Kommunikation mit anderen Panzern und der Führungsebene ermöglichen sollte.

### Entwicklung
Aus Gründen der Geheimhaltung – der Versailler Vertrag war noch Reichsgesetz und verbot schwere Waffen wie Panzer – erhielt das Projekt die Tarnbezeichnung „Zugführerwagen“ (ZW). Im Jahre 1935 vergab das Heereswaffenamt Entwicklungsaufträge an Krupp, MAN, Rheinmetall und Daimler-Benz. Wegen ihrer US-amerikanischen Mutterfirmen wurden Ford und Opel nicht in das Programm einbezogen, obwohl sie zur damaligen Zeit die beiden größten Automobilfirmen waren und über die größte Erfahrung im Großserienbau verfügten, was den Schluss nahelegt, dass zu diesem Zeitpunkt keine Massenproduktion des Panzers geplant war. Nach eingehender Untersuchung der Prototypen bei der Versuchsstelle für Kraftfahrt wurde Daimler-Benz 1936 mit der weiteren Entwicklung und Herstellung beauftragt.

### Kleinserien Ausf. A–D
Ausführung A

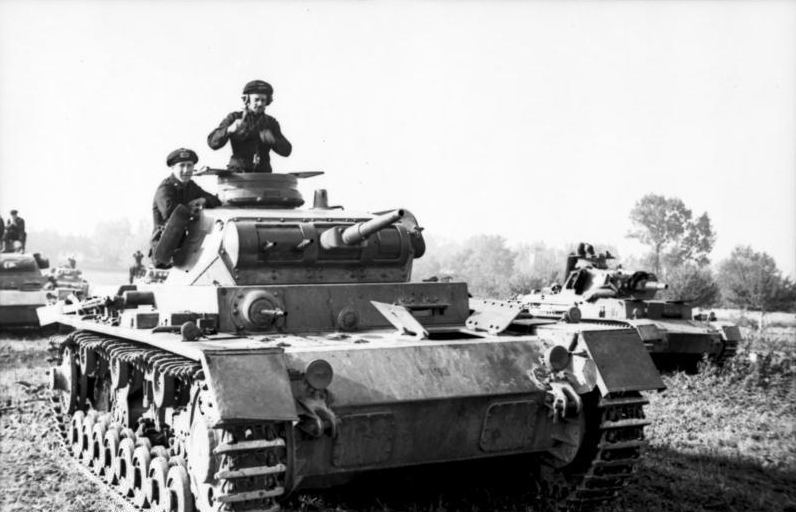
Alle Vorserienmodelle (hier Ausf. D) hatten eine innenliegende Walzenblende und zwei MG neben der Kanone

Ende 1936 lieferte Daimler-Benz die ersten zehn Panzer der „Ausführung A“ unter der Tarnbezeichnung 1/ZW aus, die 1937 in den Truppenversuch kamen. Mit einer Rundumpanzerung von 15 mm hatte das Fahrzeug ein Gesamtgewicht von 15,4 t und war mit einem Maybach-Zwölfzylinder-Ottomotor mit 250 PS und einem Fünfgang-Getriebe motorisiert. Zusätzlich zur Hauptbewaffnung mit einer 3,7-cm-Kanone waren zwei achsparallele Maschinengewehre angebracht; ein drittes MG wurde vom Funker bedient. Einen großen Unterschied zu den späteren Ausführungen stellte das Laufwerk dar, das aus fünf großen, an Schraubenfedern aufgehängten Doppellaufrädern bestand.
Ausführung B
Die 1937/38 ausgelieferten zehn Fahrzeuge der „Ausführung B“ (Typ 2/ZW) hatten ein verändertes Laufwerk, das aus acht kleinen Laufrollen bestand, die zu je zwei Paaren in einer Doppelschwinge zusammengefasst waren, wobei vier Laufrollen mittels einer Blattfeder abgedämpft wurden. Des Weiteren wurde die Zahl der Stützrollen von zwei auf drei erhöht, was bis zum Produktionsende beibehalten wurde. Von den fünfzehn bestellten Ausf. B wurden nur zehn als komplette Panzer fertiggestellt, die anderen fünf Fahrgestelle wurden zur Entwicklung des Sturmgeschütz III abgegeben. Als Ausgleich wurden 1940 fünf weitere Ausf. D hergestellt.
Ausführung C
Bei den ebenfalls 1937/38 hergestellten 15 Panzern der „Ausführung C“ (Typ 3a/ZW) gab es nur eine Laufwerksänderung. Die vordere und hintere Doppelschwinge mit ihren zwei Laufrollen wurde durch je eine Blattfeder und die mittleren vier Laufrollen durch eine größere Blattfeder abgedämpft.
Ausführung D
Die im Jahre 1938 ausgelieferten 25 Exemplare der „Ausführung D“ (Typ 3b/ZW) bildeten den Abschluss der Kleinserienproduktion. Die Veränderung im Laufwerk bestand lediglich in den nun schräg liegenden äußeren Blattfedern. Der Motor blieb unverändert, jedoch wurde ein neues 6-Gang-Getriebe verwendet. Durch die Verstärkung der Rundumpanzerung auf 30 mm stieg das Gesamtgewicht auf 19,8 Tonnen. Im Jahr 1940 wurden fünf weitere Fahrgestelle der Ausf. D gebaut und mit den fünf eingelagerten Aufbauten und Türmen der Ausf. B komplettiert.
Alle Fahrzeuge der Kleinserien wurden an die Panzereinheiten ausgeliefert und kamen während des ersten deutschen Feldzug, dem Angriffskrieg gegen Polen, zum Einsatz. Nach Abschluss des Feldzuges wurden sie – bis auf einige D-Modelle, die noch in Norwegen zum Einsatz kamen – an rückwärtige Einheiten, Ersatz- und Ausbildungsverbände, abgegeben.

### Serienreife / Organisation der Serienproduktion

Übersicht über die Laufwerke aller Ausführungen

Nachdem am 27. September 1939 der nun offiziell bezeichnete „Panzerkampfwagen III (3,7 cm) (Sd.Kfz. 141)“ für einführungs- und beschaffungsreif erklärt worden war, lief die Serienproduktion an. Zu dieser Zeit machte sich noch immer die geringe Leistungsfähigkeit der deutschen Maschinenbauindustrie bemerkbar, die nicht in der Lage war, hohe Stückzahlen der einzelnen Serien zu produzieren. Dies lag unter anderem daran, dass bei der Herstellung qualitativ hochwertiger Handwerksfertigung Priorität vor rationeller Massenfertigung eingeräumt wurde. Eine durchstrukturierte Fließbandfertigung mit Haupt- und Nebentaktstraßen hat es bei der Herstellung des Panzer III nie gegeben. Folgende Unternehmen waren an der Herstellung des Panzers beteiligt:
- Daimler-Benz (Werk Berlin-Marienfelde)
- MAN (Werk Nürnberg)
- Henschel (Kassel)
- Famo (Breslau)
- MIAG (Werk Braunschweig)[6]
- Wegmann (Kassel)
- MNH (Hannover)
- Alkett (Werk Berlin-Spandau)

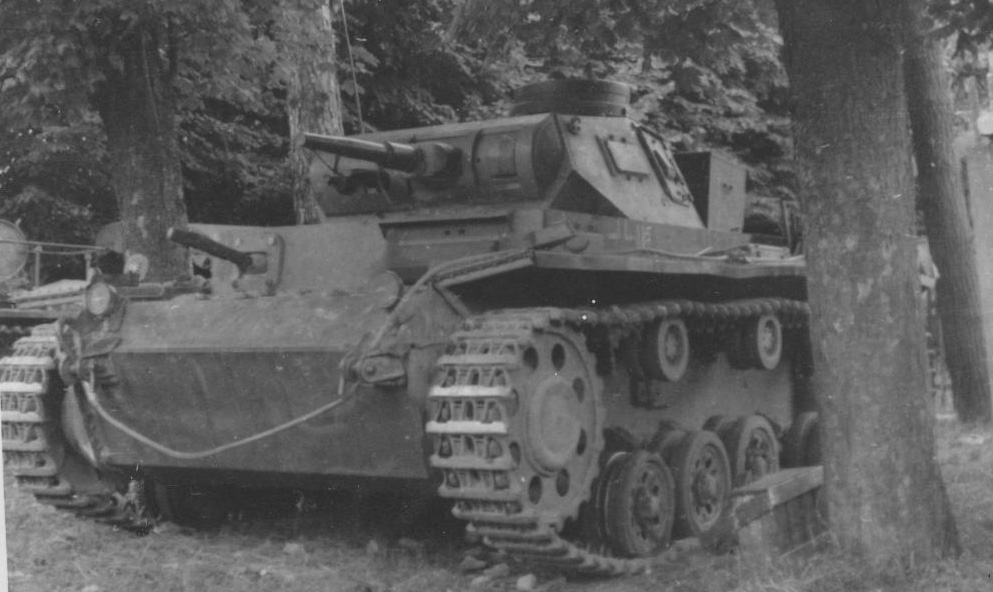
Am Anfang der Produktion kam es mitunter zu seltenen Kombinationen wie dieser Ausf. E mit einem Turm der Ausf. D

Von den aufgeführten Unternehmen stellte Alkett mit über 50 Prozent die meisten Fahrzeuge her, obwohl andere dieser Firmen bedeutend größere Rüstungsproduzenten waren. Bei vielen war jedoch die Panzerproduktion nur eine Sparte von vielen, wie beispielsweise bei Daimler-Benz oder Henschel. So betrug im Jahre 1940 bei MIAG die Panzerfertigung nur 22 % oder bei MAN nur 10 % der gesamten Fertigungskapazität. Dieser Aspekt war bezeichnend für die noch unkoordinierte Rüstungsorganisation, denn wie bei fast allen deutschen Panzerkampfwagen gab es auch beim Panzer III keine Konzentration auf nur wenige oder gar einen Hersteller. Neben lizenzrechtlichen Problemen ergab sich dadurch die Situation, dass bei jeder der häufigen Konstruktionsänderungen das Heereswaffenamt rund 30 Zeichnungssätze an die verschiedenen Montage- und Zulieferfirmen übermitteln musste, wobei es infolge der unterschiedlichen Produktionsprozesse häufig zu einer nicht übereinstimmenden Normung bei der Abnahme kam. Um bei einigen Herstellern „Produktionslücken“ zu überbrücken, bekamen diese Aufträge für den Bau des Panzer III, obwohl sie noch andere Panzerkampfwagen in der Fertigung hatten, was in der Folge zu einer Zersplitterung der Produktionskapazitäten führte. Darüber hinaus beanspruchte das Heereswaffenamt die alleinige Kontrolle über die Entwicklung, Konstruktion, Beschaffung und Abnahme des Panzer III, was für die Hersteller naturgemäß einen schweren Eingriff in die Firmenbelange darstellte und zu gegenseitigen Vorwürfen zwischen dem HWA und den Unternehmen führte. Eine Koordination der Panzer-III-Fertigung erfolgte – wenn überhaupt – nur über das bürokratisch schwerfällige Heereswaffenamt, dessen Führungsanspruch so weit ging, etwa im Falle der Wannenherstellung einen Erfahrungsaustausch zwischen den beteiligten Firmen zu untersagen.
Die Endmontage eines Panzer III dauerte 1800 Stunden. Der Preis eines Panzers betrug ohne Waffen knapp 100.000 Reichsmark. Der Rohstoffbedarf belief sich – ohne Waffen, Optik und Funk – auf folgende Mengen:
- Eisen: 39.000 kg
- Kautschuk: 125 kg
- Aluminium: 90 kg
- Blei: 72 kg
- Kupfer: 60 kg
- Zink: 49 kg
- Zinn: 1,4 kg

Eine der wichtigsten Zulieferfirmen war die Deutsche Edelstahlwerke AG, die bis 1942 jeweils 1900 Wannen und Türme an die Montagefirmen lieferte. Im Verlauf des Krieges wurden für den Panzer III ab Juli 1941 weitere Fertigungsstätten hinzugezogen. Es handelte sich dabei um Produktionsanlagen von Krupp, Hanomag, Auto Union, NSU sowie das Wiener Werk von Fross-Büssing, das Werk Kolín von Tatra und das Hainicher Werk von Framo. Im August 1943 wurde die Produktion endgültig eingestellt und die Kapazitäten für den Bau von Sturmgeschützen freigegeben.
| Produktionszahlen des Panzerkampfwagen III (Neubau) |      |      |         |            |      |           |         |         |         |         |         |         |
| Ausführung                                          | A    | B    | C       | D          | E    | F         | G       | H       | J       | L       | M       | N       |
| Baujahr                                             | 1937 | 1937 | 1937/38 | 1938, 1940 | 1939 | 1939–1941 | 1940/41 | 1940/41 | 1941/42 | 1941/42 | 1942/43 | 1942/43 |
| Stückzahl                                           | 10   | 10   | 15      | 25 + 5     | 96   | 450       | 594     | 286     | 1521    | 1470    | 517     | 614     |

## Technische Beschreibung
Durch die umfangreichen Umrüstaktionen existierte eine Vielzahl von verschiedenen Fahrzeugen, so dass eine zweifelsfreie Zuordnung zu einer bestimmten Ausführung nicht immer realisierbar war. Aufgrund der vielen Ausführungen ist eine für alle Modelle gleich geltende Beschreibung nicht möglich.

### Turm und Bewaffnung

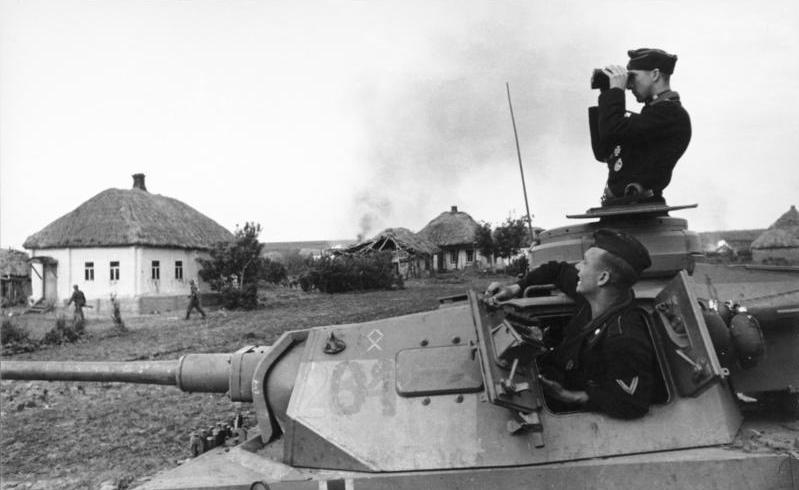
Turmansicht mit Sichtklappe und geöffneter Ausstiegsluke

Der Turm des Panzerkampfwagen III hatte keinen Turmboden. Der Sitz des Kommandanten und des Richtschützen war an der Turmwand angehängt. Der rechts neben der Hauptwaffe stehende Ladeschütze musste der Turmbewegung ständig folgen. Zur Sicht nach außen hatte er eine durch einen Glasblock und eine Außenklappe geschützte Beobachtungsöffnung an der rechten Turmseite. Eine ähnliche Sichtklappe befand sich auf der linken Turmseite für den Richtschützen. Den Turm schwenkte dieser per Hand, wobei die Kanone über einen am Schwenktrieb befindlichen Abzug elektrisch abgefeuert wurde. Das achsparallele Maschinengewehr wurde mechanisch mit einem Pedal bedient. Richt- und Ladeschütze hatten jeweils eine mit zwei Klappen versehene seitliche Ausstiegsöffnung. Der Kommandant saß erhöht in der Mitte des Turmes direkt hinter der Hauptwaffe. Ihm stand eine mit zwei Einstiegsklappen zugängliche Kuppel zur Verfügung, die zur Rundumsicht fünf mit Glasblöcken und Stahlschiebern geschützte Sehschlitze hatte. Um bei Bedarf den Richtschützen beim Turmschwenk zu unterstützen, hatte der Kommandant dazu einen zusätzlichen Griff auf der rechten Seite. Diese beiden Besatzungsmitglieder verfügten des Weiteren über einen Turmpositionsanzeiger. Auf beiden Seiten der Panzerwanne befand sich ein Notausstieg, der ab der Ausführung L teilweise und ab der Ausführung M ganz entfiel.
| Munition und Durchschlagsleistung der KwK |                                         |                                       |                                       |                                       |
| Nomenklatur der Munition | 3,7 cm (aus 3,7-cm-KwK 36 L/45)         | 5 cm (aus 5-cm-KwK 38 L/42)           | 5 cm (aus 5-cm-KwK 39 L/60)           | 7,5 cm (aus 7,5-cm-KwK 37 L/24)       |
| Gewicht des Projektils | 0,685 kg (Pzgr. 39) 0,368 kg (Pzgr. 40) | 2,06 kg (Pzgr. 39) 0,90 kg (Pzgr. 40) | 2,06 kg (Pzgr. 39) 0,90 kg (Pzgr. 40) | 6,8 kg (Pzgr. 39) 4,5 kg (Hohlladung) |
| Mündungsgeschwindigkeit in m/s | 760 (Pzgr. 39) 1030 (Pzgr. 40)          | 685 (Pzgr. 39) 1050 (Pzgr. 40)        | 823 (Pzgr. 39) 1180 (Pzgr. 40)        | 385 (Pzgr. 39) 450 (HL)               |
| Durchschlagsleistung der KwK in mm bei 30° Auftreffwinkel |                                         |                                       |                                       |                                       |
| 100 Meter; mit Pzgr. 39 mit Pzgr. 40: | 35 64                                   | 55 94                                 | 69 130                                | 41 100 (HL)                           |
| 500 Meter; mit Pzgr. 39 mit Pzgr. 40: | 29 43                                   | 47 55                                 | 59 72                                 | 38 100 (HL)                           |
| 1000 Meter; mit Pzgr. 39 mit Pzgr. 40: | 22 –                                    | 37 21                                 | 47 38                                 | 35 100 (HL)                           |
| Bei der Panzergranate 40 handelte es sich um ein Hartkerngeschoss aus Wolframcarbid, das aufgrund des Mangels an Wolfram nur in geringer Menge oder oft gar nicht zur Verfügung stand und dessen Fertigung im Sommer 1943 aufgegeben werden musste. Im Frühjahr 1944 erfolgreich verlaufende Versuche mit Uranmunition mündeten aufgrund Materialmangels nicht in einer Massenherstellung. |                                         |                                       |                                       |                                       |

### Fahrer- und Funkerstand

Funkanlage des Panzer III

Der Fahrer saß vorne links, wobei sich rechts neben ihm das Schaltgetriebe und die darüber angebrachte Instrumententafel befand. Der ihm zur Verfügung stehende Sehschlitz war durch einen Panzerglasbaustein und eine äußere Klappe geschützt. Bei geschlossener Klappe schaute der Fahrer durch ein mit Winkelspiegeln ausgerüstetes Periskop, wofür zwei Löcher oberhalb des Visieres in die Front gebohrt waren. Eine weitere Beobachtungsöffnung hatte er auf der linken Seite, die ebenfalls durch einen Glasbaustein und eine Außenklappe geschützt war. Der Funker saß vorne rechts, wobei er das in der Wannenfront in einer Kugelpfanne sitzende MG mit einer Kopfstütze bewegte. Die von ihm bediente Funkanlage bestand aus zwei Empfängern, die links neben ihm über dem Schaltgetriebe eingebaut waren, und einem Sender, der vor ihm unter einer Platte eingebaut war. Die zwei Meter lange Antenne war hinten rechts am Gefechtsstand befestigt und konnte nach innen eingezogen werden. Nur der Kommandant, der Fahrer und der Funker waren mit einem Kopfhörer und einem Kehlkopfmikrofon ausgestattet und damit an die Funkanlage angeschlossen. Da nur der Funker alleine die Funkanlage bedienen konnte, war es möglich, dass der Kommandant und der Funker auf zwei verschiedenen Leitungen geschaltet waren, zum Beispiel der Kommandant auf der internen Sprechanlage und der Funker auf dem Funkkreis der befehlshabenden Ebene. Um trotzdem gegenseitig auf sich aufmerksam machen zu können, besaßen beide jeweils eine rote und grüne Glühlampe in ihrem Sichtfeld, die sie mittels einer vordefinierten Signalfolge schalten konnten. Mit dem Richt- und Ladeschützen kommunizierte der Kommandant direkt, wobei ab der Ausführung L Kommandant und Richtschütze sich bei besonders lauten Innengeräuschen mit einem Hörrohr verständigen konnten. Auf der rechten Seite des Funkerstands befand sich ebenfalls eine Beobachtungsöffnung. Fahrer und Funker hatten keine separaten Einstiegsluken und mussten über den Gefechtsstand ein- und aussteigen.

### Motor und Kraftübertragung

Ansicht des Motors und des Variorex-Vorwählgetriebes

Der ab der Ausführung F eingebaute 300 PS starke Maybach-12-Zylinder-Ottomotor befand sich im Heck des Panzers. Jeweils links und rechts des mittig eingebauten Motors befanden sich ein Benzintank, ein Batteriekasten und ein Wasserkühler. Hinter den Kühlern befanden sich die Lüfter, die größenmäßig die gesamte Breite des Motorraumes beanspruchten und für eine ausreichende Kühlung bei Temperaturen bis zu 30 °C sorgten. Die Kühlluft wurde durch Schlitze seitlich angesaugt und nach hinten aus dem Heck wieder abgeführt. Vom Triebwerk ging der Kraftfluss mittels einer Gelenkwelle zur Hauptkupplung und von dort zum Getriebe. Ab der Ausführung H wurde die bis dahin eingebaute hydraulisch betätigte Öldruckkupplung durch eine trockene Dreischeibenkupplung ersetzt. Bei den ersten drei Serienmodellen – E, F und G – wurde als Getriebe ein Maybach-Variorex-Vorwählgetriebe verwendet, das zehn Vorwärtsgänge und einen Rückwärtsgang enthielt. Um den Gang zu wechseln, musste der Fahrer nach dem Wählen eines Ganges per Schalthebel lediglich das Kupplungspedal drücken, um den automatischen Schaltvorgang auszulösen. Dieses fortschrittliche, aber komplizierte und im Feld schwer zu wartende Getriebe wurde ab der Ausführung H durch ein synchronisiertes Sechsgang-Getriebe ersetzt. An das Getriebe angeflanscht war der Kegeltrieb mit dem Lenkgetriebe, wobei mit zwei auf die Innenbackenbremsen wirkenden Lenkhebeln mit hydraulischer Unterstützung – ab Ausführung J mit mechanischem Lenkgestänge – gelenkt wurde. Danach ging der Kraftfluss über die außen an der Wanne angeflanschten Seitenvorgelege zu den Kettenantriebsrädern.

### Zusatzausrüstung

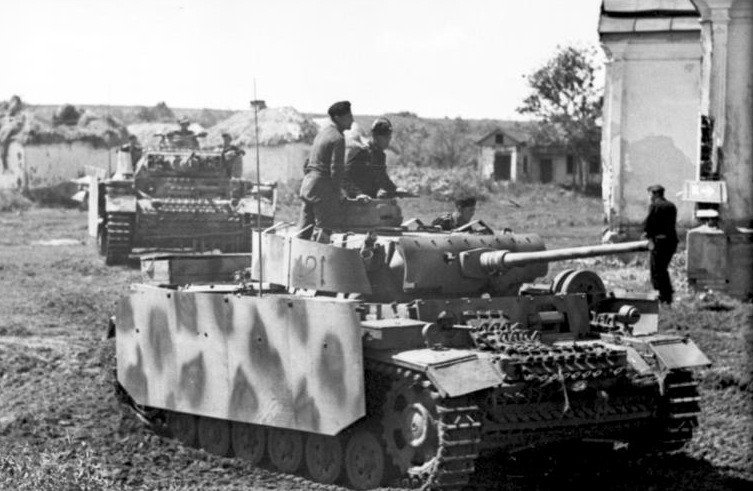
Ein Panzer III mit Seitenschürzen

Die beim Afrikafeldzug verwendeten Panzer wurden mit einer besonderen Tropenausrüstung versehen. Dazu wurden durch eine geänderte Kühlübersetzung die Kühlleistung verstärkt sowie durch einen unter Panzerschutz außerhalb des Motorraumes gelegenen Filzbalgfilter der Luftfilter unterstützt. Trotzdem betrug die Kolbenleistung nur 2000 bis 3000 km. Alle neugefertigten oder in der Heimat instandgesetzten Panzerkampfwagen III wurden ab 1943 mit einem Nebelkerzen-Wurfgerät ausgestattet. Ebenfalls wurden die vorne montierten Scheinwerfer abnehmbar angebracht. Im gleichen Jahr kam das verbesserte Fliegerbeschussgerät 42 zum Einsatz, das mittels Klemmschrauben an der Kommandantenkuppel angebracht wurde und sowohl das MG 34 als auch das MG 42 aufnehmen konnte. Ein Zimmerit-Schutzanstrich, für den etwa 100 kg Zimmerit benötigt wurden, sollte das Anbringen von magnetischen Haftladungen verhindern. Dieses Verfahren wurde im September 1944 wieder eingestellt. Ab 1944 erhielten die an der Ostfront eingesetzten Panzer die sogenannte Ostkette, wobei es sich jedoch nur um einen Notbehelf handelte, denn die Kette hatte nur eine einseitige Verbreiterung. Ab 1943 wurden zum Schutz gegen Panzerbüchsen und Hohlladungsgeschosse 5 mm starke Platten, sogenannte Panzerschürzen, an den Seiten des Fahrzeuges sowie um den Turm herum angebracht.

## Serienproduktion Ausf. E–N
Ausführung E
Den Auftakt zur Serienproduktion bildeten die 96 Panzer der 1939/40 hergestellten „Ausführung E“, bei der es wesentliche Veränderungen gab. So wurde der stärkere Maybach-Motor HL 120 mit knapp 12 Litern Hubraum verwendet, der maximal 320 PS lieferte. Dazu kam ein modernes Maybach-Variorex-Vorwählgetriebe, das zwar den Fahrer entlastete, aber aufgrund seiner Kompliziertheit für den Serienbau sowie die Wartung im Felde weniger geeignet war. Die „Ausführung E“ verfügte über das endgültige Laufwerk der Baureihe, bei dem die sechs Laufrollen nunmehr an einer sehr modernen Drehstabfederung aufgehängt waren. Die Walzenblende für die Kampfwagenkanone wurde ab dieser Version nach außen verlegt und nur ein Koaxial-Maschinengewehr eingebaut. Statt der einfachen seitlichen Einstiegsklappen im Turm wurden nun zweiteilige Klappen eingebaut. Des Weiteren gab es nun auch seitliche Notausstiegsklappen in der Panzerwanne.
Ausführung F

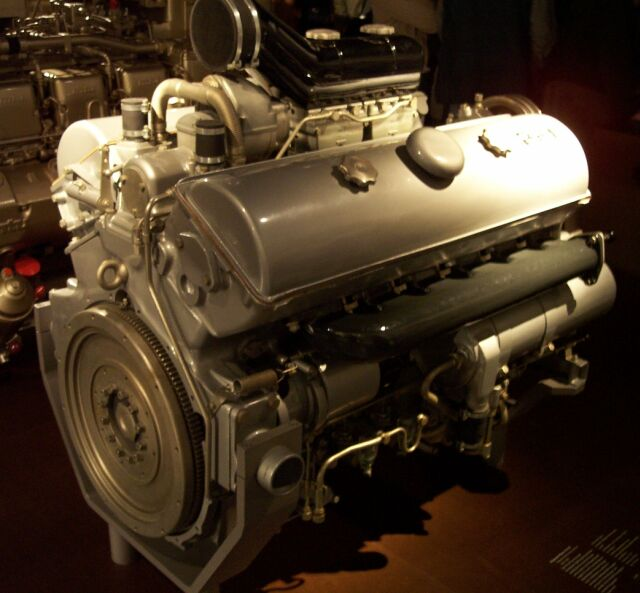
Ab Ausführung F erhielten die Panzer III den V-12-Motor Maybach HL 120 mit 300 PS

Erstmals größere Stückzahlen konnten mit der 1940 erschienenen „Ausführung F“ erzielt werden, von der 450 Stück gebaut wurden. Da die ersten Kampferfahrungen zeigten, dass sich die 3,7-cm-Kanone teilweise als zu durchschlagsschwach erwies, wurde der Einbau einer von Guderian von Anfang an geforderten 5-cm-Kanone genehmigt. Diese Kanone ging auf einen bereits Anfang 1938 erteilten Auftrag seitens des Heereswaffenamtes zurück, die Bewaffnung des Panzers weiterzuentwickeln. Es handelte sich dabei um eine kurze 5-cm-Kanone (5-cm-KwK 38) mit 42 Kaliberlängen. Da die Herstellung der Waffe mehr Zeit als angenommen beanspruchte, konnte nur das letzte Viertel der Fahrzeugserie damit ausgestattet werden. Als Antriebsaggregat diente der Maybach HL 120, der jedoch zur Erhöhung der Standfestigkeit auf 300 PS Höchst- und 265 PS Dauerleistung gedrosselt wurde. Es handelte sich um einen robusten und langlebigen Motor, der auch in allen folgenden Versionen Verwendung fand. Ab dieser Ausführung wurde der Panzer serienmäßig mit einem zweckmäßigen Gepäckkasten hinter dem Turm ausgerüstet.
Ausführung G
Nur geringfügige Änderungen erfuhr die 1940 und 1941 hergestellte „Ausführung G“, von der 594 Stück produziert wurden. Die Kommandantenkuppel erhielt anstelle von Schiebern fünf Seitenabdeckungen. Etwa zwei Drittel dieser Serie konnten mit der kurzen 5-cm-Kanone ausgerüstet werden. Die Ausführung G gelangte erstmals beim Balkanfeldzug 1941 zum Einsatz. Auch das Deutsche Afrikakorps hatte beim Afrikafeldzug einige Ausführungen F und G dabei.
Ausführung H
Ebenfalls in den Jahren 1940 und 1941 wurden die 286 Exemplare der „Ausführung H“ produziert, diese Ausführung war von Anfang an für die Bewaffnung mit der kurzen 5-cm-Kanone ausgelegt und wurde auch so ausgeliefert. Aufgrund einer Anordnung Adolf Hitlers sollte das Fahrzeug durch eine Zusatzpanzerung verstärkt werden, wobei die Nachteile einer Gewichtszunahme in Kauf genommen wurden. Infolgedessen erhielt der 1941 ausgelieferte Teil der Serie zusätzlich zur Frontpanzerung von 30 mm eine Zusatzpanzerung an der Wanne von weiteren 30 mm. Aus Gründen der Gewichtsverteilung erhielt das Heck dieselbe Zusatzpanzerung. Das Ziel dieser Zusatzpanzerung, die Wirkung der englischen Kampfmittel zu reduzieren, wurde erreicht, denn die verstärkte Panzerung konnte von den englischen Geschützen auf normale Kampfentfernung kaum durchschlagen werden. Wegen der Gewichtszunahme auf 21,6 t – das Fahrgestell wog dabei 15,8 t – mussten die Drehstäbe verstärkt und die Kettenbreite von 36 cm auf 40 cm erhöht werden. Zugleich wurde ein modifiziertes Kettenantriebsrad und ein neues Speichen-Leitrad verwendet. Das komplizierte Vorwähl-Getriebe wurde durch ein normales Sechsgang-Synchron-Getriebe ersetzt, ebenso die hydraulische Kupplung durch eine trockene Dreischeibenkupplung.
Ausführung J

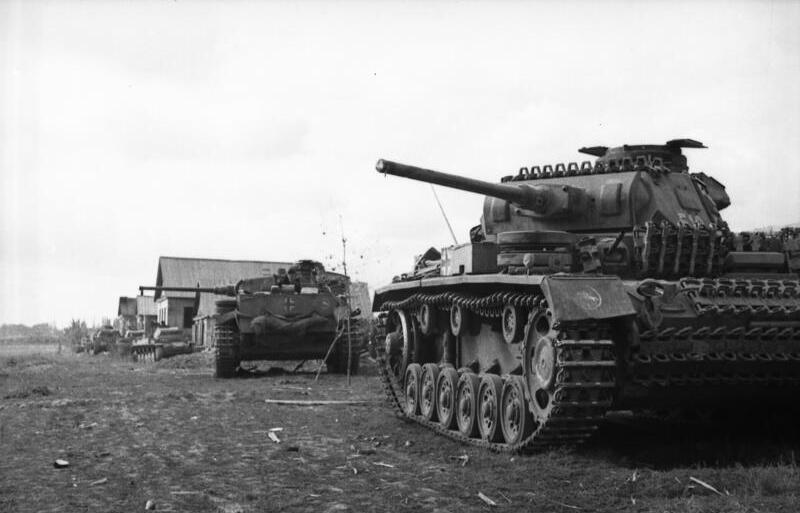
Bei einigen Ausf. J wurde erstmals die lange 5-cm-Kanone eingebaut

Von der zwischen März 1941 und Mai 1942 hergestellten „Ausführung J“ wurden 1521 Fahrzeuge mit der kurzen 5-cm-Kanone produziert. Die Grundpanzerung sowohl der Turmfront als auch der Wannenfront wurde auf 50 mm verstärkt. Der Fahrer bekam ein besseres Visier und das Bug-MG wurde mit einer verbesserten Kugelpfanne versehen. Die bis dahin praktizierte hydraulische Übertragung der vom Fahrer ausgeübten Lenkhebel-Bewegungen zur Lenkbremse wurde nun über ein mechanisches Lenkgestänge ausgeführt.
Als sich während der ersten Kampfeinsätze an der Ostfront zeigte, dass auch die Durchschlagskraft der kurzen 5-cm-Kanone nur unbefriedigend war und diese Waffe keine Leistungsreserven besaß, wurde ab Dezember 1941 erstmals die lange 5-cm-KwK 39 mit ihren 60 Kaliberlängen in Fahrzeuge der „Ausführung J“ eingebaut. Auch wurden viele der zur Generalüberholung ins Reich verlegten Panzer III auf die neue Kanone umgerüstet. Diese relativ durchschlagskräftige Waffe wäre schon zum Zeitpunkt der Umrüstung auf die kurze 5-cm-Kanone ab der Ausführung F verfügbar gewesen, jedoch verzichtete das Heereswaffenamt aus taktischen Gründen auf deren Einbau, da das Rohr stark über das Seitenprofil des Panzers hinausragte und man deswegen Einschränkungen der Beweglichkeit in bewachsenem und bebautem Gelände befürchtete. Da die Kartuschen für die lange 5-cm-Kanone größer waren, konnten bei mit dieser ausgerüsteten Fahrzeugen nur noch 84 statt 99 Schuss Munition mitgeführt werden. 1941 konnten nur 40 Neufahrzeuge mit der langen 5-cm-Kanone ausgeliefert werden.
Ausführung L

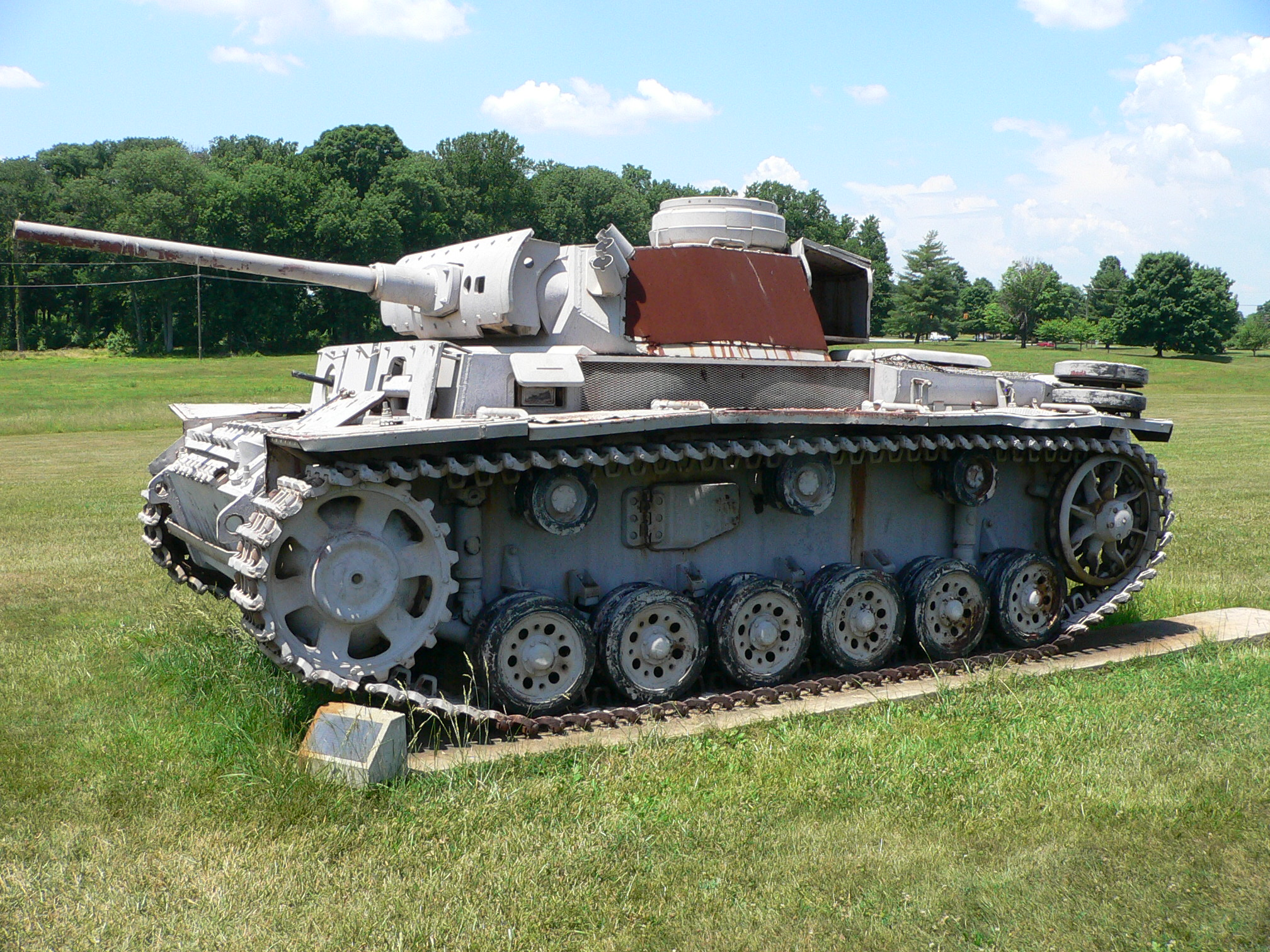
Ausf. L mit gut erkennbarer Abstandspanzerung

Die ab Ende Dezember 1941 mit der langen 5-cm-Kanone zunächst als „Ausführung J“ produzierten Fahrzeuge wurden im März/April 1942 in „Ausführung L“ umbezeichnet. Bis Oktober 1942 wurden 1470 Fahrzeuge produziert, dies schließt die mit langer Kanone produzierten „Ausführung J“ ein. Die MG-Munition wurde von 2000 Schuss auf 3750 Schuss fast verdoppelt. Die Panzerung der Turmfront wurde auf 57 mm verstärkt. Zum Zwecke der weiteren Verstärkung wurde eine 20 mm starke Abstandspanzerung an der Wannenfront und an der Geschützblende angebracht, so dass die Turmfront jetzt fast 80 mm stark war. Die seitlich an der Wanne angebrachten Notausstiege fielen teilweise weg. Bei einigen wenigen Modellen wurde versuchsweise eine 5-cm-Kanone mit konischem Rohr eingebaut. Aufgrund des hohen Rohrverschleißes kam es aber nicht zur weiteren Verwendung dieser durchschlagskräftigen Waffe.
Ausführung M
Die 517 Exemplare der von September 1942 und März 1943 gebauten „Ausführung M“ unterschieden sich nur geringfügig vom Vorgängermodell. Aus Gründen der Produktionsvereinfachung wurden die am Drehturm befindlichen seitlichen Sehschlitze für Richt- und Ladeschütze sowie die seitlichen Notausstiegsluken an der Wanne entfernt. Diese hatten ihre Funktion aufgrund der Anbringung von Seitenschürzen ohnehin verloren. Durch eine Zusatzausrüstung war diese Baureihe bis zu einer Tiefe von 1,30 m statt der üblichen 0,8 m watfähig.
Ausführung N

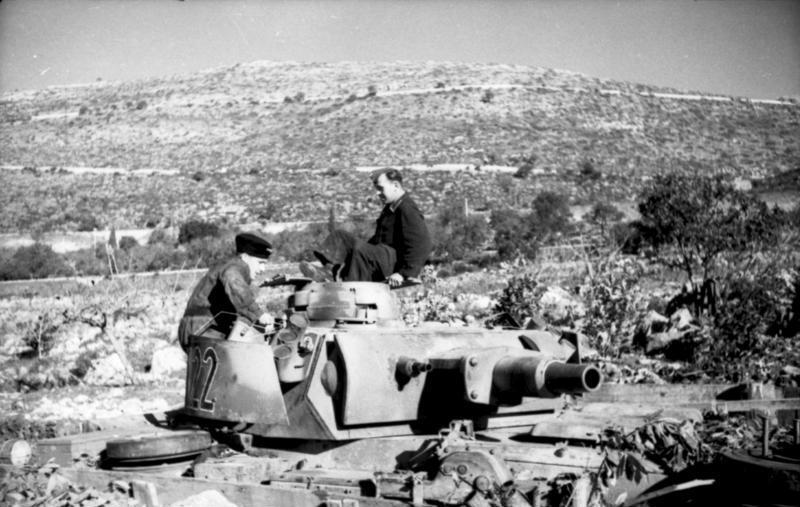
Eingegrabene Ausf. N mit Stummelkanone

Den Serienabschluss bildeten die 617 Fahrzeuge der „Ausführung N“, die von Juli bis Oktober 1942 sowie von Februar bis August 1943 produziert wurden. Spätestens ab Mitte 1942 war offensichtlich, dass der Panzer III am Ende seiner Leistungsfähigkeit angelangt und den gegnerischen Panzern nicht mehr gewachsen war; der Panzer IV gewann damit an Bedeutung. Beide Modelle tauschten die Rollen. Als Unterstützungsfahrzeug zur Bekämpfung von Infanterie und weichen Zielen gedacht, erhielt die Ausführung N die kurze 7,5-cm-KwK 37, die nach den Umrüstungsmaßnahmen der Panzer IV auf die langen 7,5-cm-Kanonen in ausreichender Anzahl zur Verfügung standen. Die lange 7,5-cm-Kanone konnte wegen ihrer Größe und ihres Rückstoßes nicht in den Panzer III eingebaut werden. Die kurze Kanone entwickelte zwar nur eine geringe panzerbrechende Wirkung, bei Bedarf konnte man aber mit Hohlladungsgeschossen gegnerische Panzer bekämpfen. Für die Hauptwaffe wurden 64 Schuss und für die beiden Maschinengewehre 3450 Schuss Munition mitgeführt.

## Einsatz
Aufgrund der anfangs geringen Herstellungszahlen konnte die geplante Ausstattung der drei leichten Kompanien einer Panzer-Abteilung bis Kriegsausbruch nicht annähernd vollzogen werden. Im Zuge der zahlenmäßigen Erhöhung der Panzer-Divisionen und deren Umstrukturierung 1940/41 besaßen die Divisionen jetzt nur noch ein Panzer-Regiment, das aus zwei Abteilungen – bei manchen waren es noch drei – zu je zwei leichten und einer mittleren Kompanie bestand. Für die aus 22 Panzern bestehenden leichten Kompanien waren sollmäßig 17 Panzer III und fünf Panzer II vorgesehen. Im Jahre 1942 wurde wieder eine vierte Kompanie geschaffen, so dass der Panzer III wie ursprünglich geplant für die drei leichten Kompanien mit jeweils 17 Fahrzeugen vorgesehen war. Eine völlig einheitliche Gliederung und Ausstattung gelang aufgrund des Kriegsverlaufes nicht. Der Panzer III war in der Ausführung N ebenfalls Bestandteil in der frühen Gliederung einer schweren Panzer-Abteilung, wurde später aber aufgrund seiner schwachen Panzerung dort ausgegliedert.

### Polen, Westfront und Nordafrika

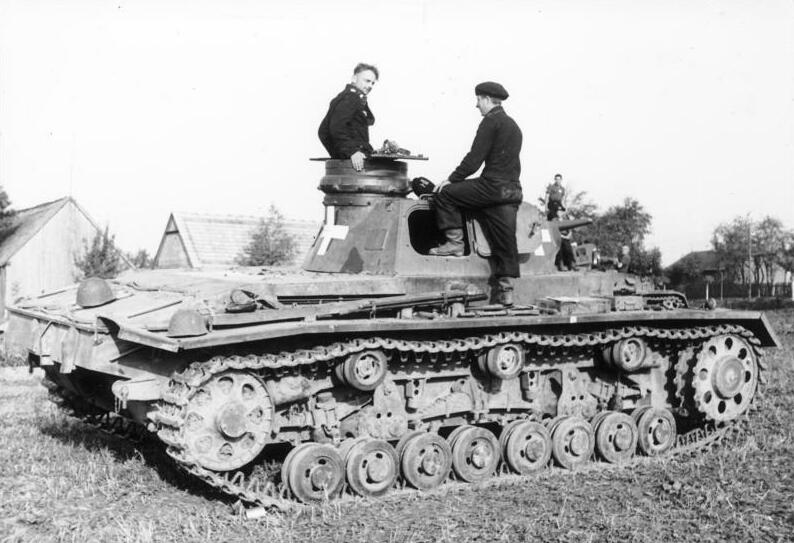
Eine Ausf. D in Polen

Bei Beginn des Zweiten Weltkrieges befanden sich 200 Panzer III in den Beständen der Wehrmacht, von denen 98 Stück am Polenfeldzug teilnahmen. Der Rest der Fahrzeuge befand sich beim Ersatzheer oder als Nachschub in den Heereszeugämtern. Hinsichtlich dieser geringen Zahl spielte der Panzer bei diesem Feldzug so gut wie keine Rolle. Die frühen Fahrzeuge der Kleinserien wurden aufgrund ihrer schwachen Kampfkraft nach diesem Feldzug – bis auf wenige beim Norwegenfeldzug verwendete Ausführung D – wieder aus dem Einsatz genommen, da deren geringe Panzerung lediglich zum Schutz vor Gewehrprojektilen und Granatsplittern geeignet war. 26 Fahrzeuge gingen während der Kämpfe verloren.
Zum Beginn des Westfeldzuges standen der Wehrmacht 349 Panzerkampfwagen III zur Verfügung, wobei es sich dabei um Modelle der Ausführung E und F handelte. Zusätzlich befanden sich in den Angriffsformationen 39 Panzerbefehlswagen. Im Verlauf des Feldzuges wurden die ersten Panzer der Ausführung F mit der kurzen 5-cm-Kanone nachgeschoben. Bei rund 2500 deutschen Panzern spielte auch hier der Panzer III nur eine untergeordnete Rolle; neben den tschechischen Beutepanzern P 35(t) und P 38(t) waren die mit Abstand wichtigsten Panzer die leichten PzKpfw I und Pzkpfw II.
Die Westalliierten hatten bedeutend zahlreichere und teilweise bessere Panzer aufgeboten. So waren die französischen Panzer Renault R-35, Hotchkiss H-39 und Somua S-35 mit über 40 mm und der Char B1 mit bis zu 60 mm Panzerung besser geschützt als der Panzerkampfwagen III. Ähnlich verhielt es sich mit den britischen Matilda II-Panzern, welche jedoch generell langsam waren, eine zu schwache Bewaffnung hatten und auch nicht in großer Anzahl in Frankreich vertreten waren. Als Beispiel für die überlegene Panzerung kann der Char B1 dienen, dessen Front selbst auf 100 m weder von der 3,7-cm-Kanone noch von der kurzen 5-cm-Kanone durchschlagen werden konnte. Lediglich mit der nur spärlich vorhandenen Panzergranate 40 konnten beide Waffen auf 100 m den B1 von vorne bekämpfen. Die deutschen Besatzungen waren gezwungen, in teils verlustreichen Manövern die Feindpanzer auszukurven und sie von der Seite oder von hinten außer Gefecht zu setzen. Ansonsten bewährte sich der Panzer III gut, wobei allerdings nicht die Qualität und Quantität der deutschen Panzer, sondern die moderne Taktik und überlegene Führung den Feldzug entschied. In Frankreich mussten 135 Fahrzeuge als Totalverlust abgeschrieben werden.
Beim Afrikafeldzug trug der Panzerkampfwagen III zum großen Teil die Hauptlast der Kämpfe. Mit Ausnahme der schwerfälligen Matildas war er anfangs allen britischen Panzern überlegen. Es zeigte sich, dass die alliierten Geschütze selbst mit panzerbrechenden Geschossen gegen die verstärkte Frontpanzerung des Panzer III größtenteils wirkungslos waren, wohingegen selbst die kurze 5-cm-Kanone den alliierten Panzern – mit Ausnahme der Matildas – große Verluste zufügte. Als im späteren Verlauf leistungsfähigere Modelle wie der M3 Grant oder M4 Sherman in Afrika erschienen, wurde auch auf diesem Schauplatz der Panzer III zurückgedrängt und der Panzer IV zum Rückgrat des Afrikakorps.

### Ostfront

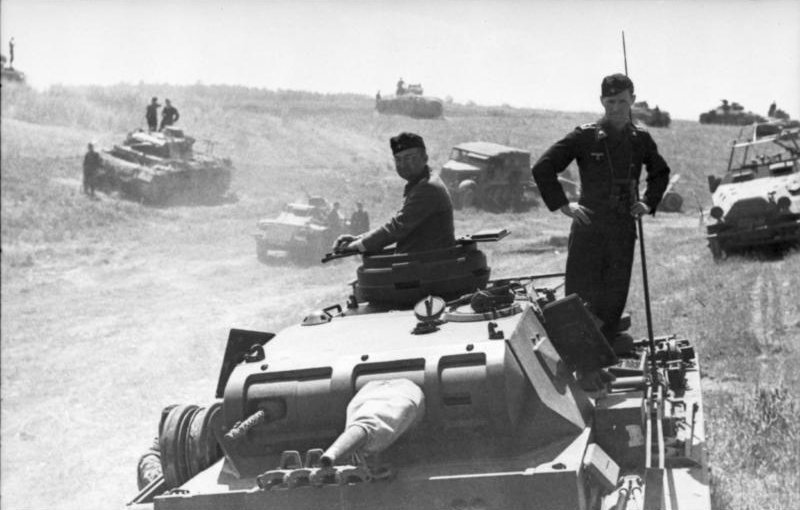
Juni 1941: Panzer III gehen an der sowjetischen Grenze in Bereitstellung

Im Juni 1941 betrug der Ist-Bestand des gesamten Heeres 1560 Panzer III, darunter 350 Panzer mit der 3,7-cm-Kanone, 1090 Panzer mit der kurzen 5-cm-Kanone und 120 Panzerbefehlswagen. Mit 965 an der Ostfront eingesetzten Exemplaren war der Panzer III der wichtigste deutsche Panzer bei Beginn des Kriegs gegen die Sowjetunion. Im Verlauf der Kämpfe zeigte sich, dass vor allem die seitliche Panzerung gegenüber den sowjetischen Panzerbüchsen verwundbar war. Darüber hinaus konnten die kurze 5-cm-Kanone und vor allem die 3,7-cm-Kanone die Frontpanzerung der – noch relativ seltenen und taktisch ungünstig eingesetzten – sowjetischen Panzermodelle KW-1 und T-34 nicht durchschlagen, so dass die Besatzungen gezwungen waren, in teils verlustreichen Manövern die Feindpanzer auszukurven und sie von der Seite oder von hinten außer Gefecht zu setzen. Demgegenüber konnte der T-34 noch aus 1000 Metern wirksame Treffer am Panzer III anbringen. Der russische T-34 war 1941 allen deutschen Panzern klar überlegen. Erst die später in der Ausführung J eingebaute lange 5-cm-Kanone konnte die Front eines T-34 bis zu einer Kampfentfernung von unter 500 m durchschlagen.
Im April 1942 betrug der Heeresgesamtbestand rund 2000 Panzer III, darunter 130 Modelle mit der 3,7-cm-Kanone und 1900 Modelle mit der 5-cm-Kanone. Im Vorfeld der deutschen Sommeroffensive im Jahr 1942 besaßen die Heeresgruppen im Osten etwa 600 Panzer III mit der langen 5-cm-Kanone, etwa 500 Panzer III mit der kurzen 5-cm-Kanone und etwa 75 Panzerbefehlswagen III. Mit dem vermehrten Auftreten der kampfstarken sowjetischen Panzer war die Leistungsgrenze des Panzer III definitiv erreicht. Er war mittlerweile den meisten alliierten Panzern unterlegen und befand sich am Ende seiner Ausbaufähigkeit. Mit der Ausführung N hatte er seine ursprüngliche Panzerbekämpfungsrolle endgültig mit der Unterstützungsrolle des Panzer IV getauscht.

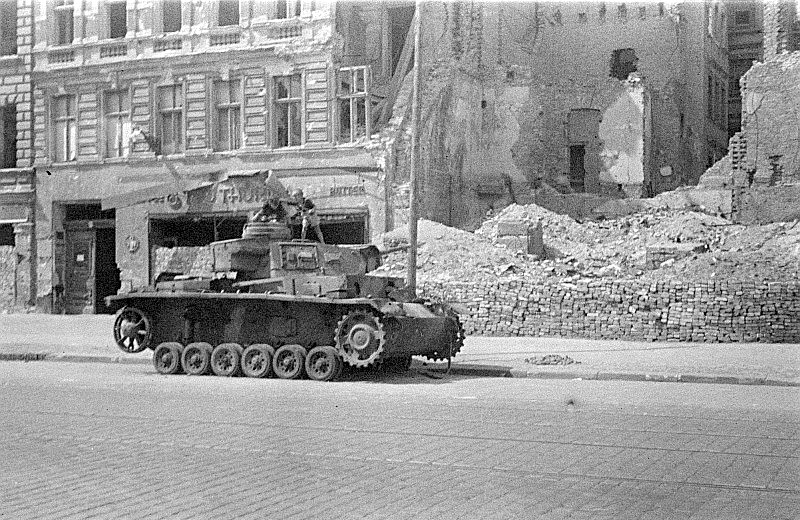
Wie die Verlustzahlen zeigen, gingen fast alle Panzer III während des Krieges verloren

Die im weiteren Kriegsverlauf an allen Fronten erlittenen Totalverluste können wie folgt beziffert werden, wobei die mit Abstand meisten Fahrzeuge an der Ostfront vernichtet wurden:
- 1941: rund 0900 Stück
- 1942: rund 1400 Stück
- 1943: rund 2400 Stück
- 1944: rund 0120 Stück

Auffällig hohe Verluste traten zum Zeitpunkt des Endes der Schlacht von Stalingrad auf, da allein in den ersten zwei Monaten des Jahres 1943 rund 1200 Panzer III als Totalverlust gemeldet wurden. Im Sommer 1944 wurde der Panzer III aus den Panzerverbänden ausgegliedert. Die noch vorhandenen Exemplare wurden zur Ausbildung genutzt oder als Aufklärungs- und Sicherungsfahrzeuge eingesetzt.

### Panzer III in der Roten Armee
Infolge der politischen und wirtschaftlichen Kooperation zwischen dem Deutschen Reich und der Sowjetunion wurden 1940 zwei Panzerkampfwagen III als Ausgleich für dringend benötigte Rohstoffe in die Sowjetunion verkauft. Die Fahrzeuge wurden eingehenden Untersuchungen und einem Vergleichstest mit einem der ersten T-34 unterzogen. Der Panzer III erreichte dabei eine höhere Geschwindigkeit, hatte eine niedrigere Geräuschentwicklung, einen geräumigeren Kampfraum, eine bessere Verarbeitung und war leichter zu warten. Die Vorteile des T-34 waren seine abgeschrägte Panzerung und bessere Bewaffnung. Beschusstests mit der russischen 45-mm-Standard-Panzerabwehrkanone zeigten, dass auf 500 m die seitliche Panzerung des Panzerkampfwagens III nicht durchschlagen werden konnte. Dies führte später zur Entwicklung einer verbesserten Panzergranate, die ab 1942 zur Verfügung stand. Im September 1940 unterrichtete der Chef des Hauptpanzeramtes der Roten Armee, General Jakow Fedorenko, den Vorsitzenden des Verteidigungskomitees der UdSSR, Kliment Woroschilow, dass „nach der Untersuchung der letzten Muster des ausländischen Panzerbaus der deutsche mittlere Panzer „Daimler-Benz T-3“ als erfolgreichste ausländische Panzerkonstruktion angesehen wird und von einer Großserienfertigung auszugehen ist.“

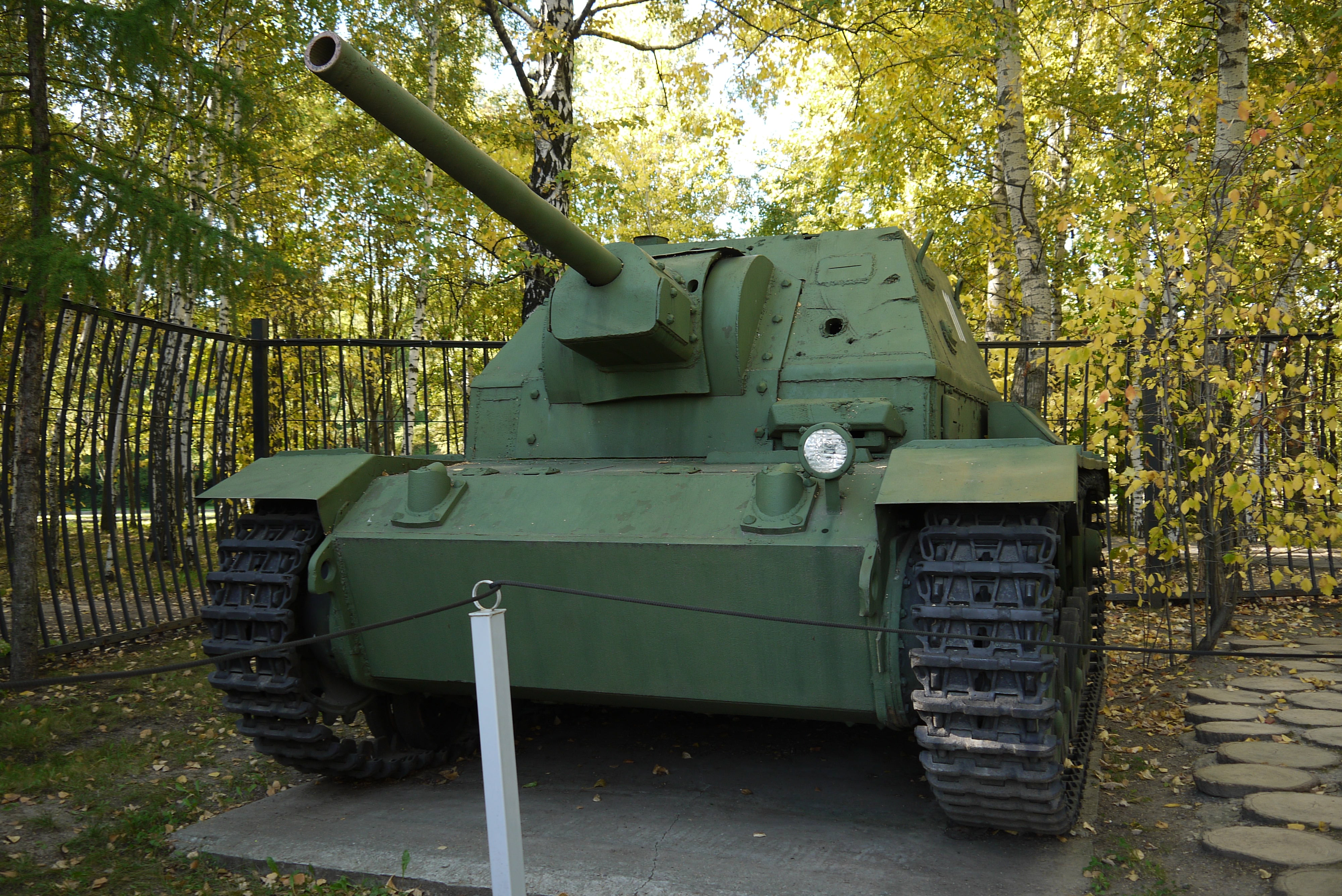
Nachbau einer Su-76i im Zentralmuseum des Großen Vaterländischen Krieges

Nach dem Angriff auf die Sowjetunion und den großen sowjetischen Verlusten stellte die Rote Armee einige erbeutete Panzer III unter der Bezeichnung T-3 in ihren Dienst. Nach dem Stand vom 20. Juli 1945 hatte die Rote Armee noch 31 einsatzbereite und 67 reparaturbedürftige Panzer III in ihrem Bestand. Als nach der Kapitulation von Stalingrad die Rote Armee eine große Anzahl Panzer III erbeutete und diese wegen ihrer schwachen Panzerung und Bewaffnung nicht als Kampffahrzeuge einsetzen wollte, wurden basierend auf den erbeuteten Fahrwerken neue Sturmgeschütze hergestellt. Hierzu wurde eine starre, bis zu 60 mm dicke Kuppel mit einer 76-mm-Kanone auf die alten Panzer-III-Fahrwerke montiert. Auf diese Weise wurden 1943 im Werk Nr. 37 in Moskau 201 Sturmgeschütze hergestellt, welche die Bezeichnung SU-76i erhielten und an den Kämpfen gegen die Achsenmächte teilnahmen. Das einzige bekannte verbliebene Original-Exemplar steht heute auf einem Denkmal in der ukrainischen Stadt Sarny; ein Replikat aus Originalteilen steht vor einem Militärmuseum in Moskau.

### Nachbetrachtung

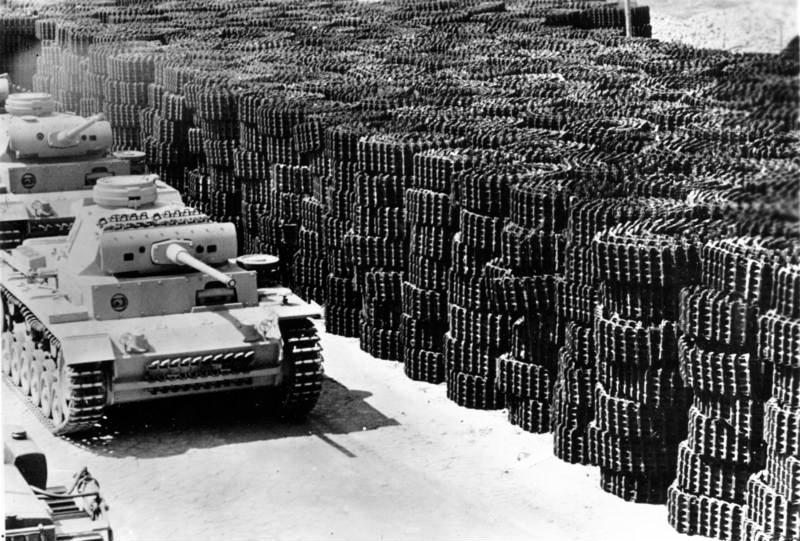
Der Panzer III bewährte sich gut, konnte aber im Verlauf des Krieges trotz Kampfwertsteigerung (wie bei dieser Ausf. L) nicht mit den neuen gegnerischen Modellen mithalten

Nachdem sich die eigentlich nur als Übungsfahrzeuge gedachten Panzerkampfwagen I und II im Gefecht als zu kampfschwach erwiesen hatten und der anfangs nur in geringen Stückzahlen hergestellte Panzerkampfwagen IV als Unterstützungspanzer dienen sollte, wurde der Panzerkampfwagen III im Jahre 1941 und 1942 zur wichtigsten Waffe der deutschen Panzertruppe. Welchen Status der Panzer III in den Überlegungen der militärischen Führung besaß, zeigten die utopischen Planungen des Heereswaffenamtes im Juli 1941, als für die beabsichtigten 36 Panzer-Divisionen mit ihren 15.440 Panzerkampfwagen der Panzer III mit 8000 Exemplaren den Großteil dieser Panzerstreitmacht ausmachte. Mit dem Auftreten kampfstarker sowjetischer Panzer im Verlauf des Russlandfeldzuges offenbarten sich aber die Defizite der schwachen Bewaffnung. Obwohl Hitler schon 1940 dem Heereswaffenamt (HWA) die Weisung erteilt hatte, bei der Umrüstung auf die neue Kanone die schon fertig konstruierte 5-cm-KwK 39 mit ihren 60 Kaliberlängen einzusetzen, wurde nur das Vorgängermodell mit 42 Kaliberlängen eingebaut. Diese Eigenmächtigkeit bedeutete für Hitler eine Abschwächung seiner Forderung nach Kampfwertsteigerung und zog eine schwere Auseinandersetzung zwischen Hitler und dem HWA nach sich. Angesichts der überraschenden Kampfkraft der neuen russischen Panzermodelle sah Hitler den Panzer III nun als eine nicht gelungene Konstruktion an, da in seinen Augen das Gewicht und die Größe des Fahrzeuges in keinem Verhältnis zur ungenügenden Bewaffnung standen. Es steht jedoch fest, dass der Panzer III zum Zeitpunkt seiner Indienststellung ein fortschrittlicher Panzer war, der sich am Anfang des Krieges an allen Fronten unter den gegebenen Umständen gut bewährte. Auf seine Wichtigkeit weist weiterhin die Tatsache hin, dass zwischen 1936 und 1945 rund 16.000 Fahrgestelle produziert wurden. Im Nachhinein betrachtet wäre es aufgrund des bedeutend höheren Ausbaupotentials des Panzer IV wirtschaftsstrategisch besser gewesen, nur diesen zu produzieren und auf den bauähnlichen Panzer III zu verzichten.
Die signifikante Erhöhung der Produktionszahlen erfolgte zu einem Zeitpunkt, als der Panzer III bezüglich der Kampfkraft gegenüber den neuen sowjetischen und west-alliierten Panzermodellen schon ins Hintertreffen geraten war und somit eine Weiterproduktion fragwürdig erscheinen musste. Da die Heeresführung aufgrund der hohen Verluste an der Ostfront aber alle Panzer benötigte, derer sie habhaft werden konnte und die Industrie aufgrund der hohen finanziellen Gewinne infolge des Massenausstoßes und aufgrund noch voller Auftragsbücher an einer Weiterproduktion interessiert war, wurde eine Einstellung der Panzer-III-Fertigung vorerst nicht in Betracht gezogen. Im März 1942 wurde zwar von Hitler angeordnet, das bald anlaufende Panzerprogramm „Panther“ zuungunsten des Panzer III zu steigern, aber bereits im Mai wurde wieder eine Erhöhung der Herstellungszahlen des Panzer III befohlen. So lief die Produktion des nun als veraltet geltenden Panzers weiter, und die Fahrzeuge wurden einer aufwendigen Kampfwertsteigerung unterzogen, ohne die Überlegenheit der gegnerischen Modelle ausgleichen zu können.

## Varianten

### Sturmgeschütz
Die bekannteste Verwendung des Panzer-III-Fahrgestelles war das Sturmgeschütz III, von dem mit 10.500 Exemplaren fast doppelt so viele Fahrzeuge hergestellt wurden wie vom eigentlichen Panzer III. Es handelte sich dabei um ein turmloses Fahrzeug, das mit einer – anfangs kurzen – 7,5-cm-Kanone ausgestattet war. Die StuG III waren für die Infanterieunterstützung und später bei der Panzerabwehr von sehr hohem Wert. Sie erzielten bedeutend mehr Abschüsse von Feindpanzern als der ursprüngliche Panzer III.

### Panzerbefehlswagen

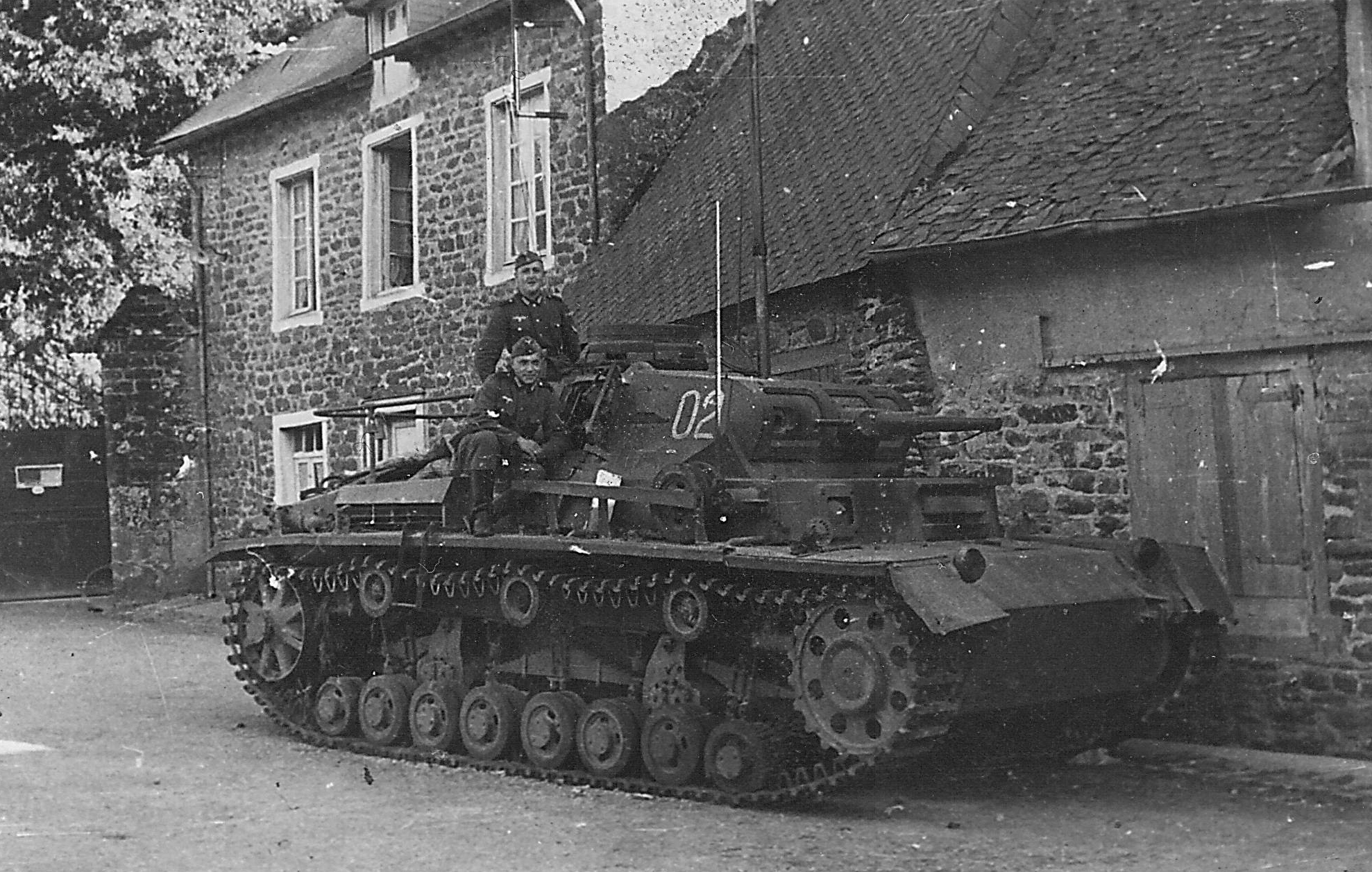
Panzerbefehlswagen III Ausführung D1 mit umfangreicher Antennenausstattung wie bspw. Kurbelmast neben dem Turm und Rahmenantenne auf dem Motorraum

Entsprechend des deutschen Konzept des Gefechts der verbundenen Waffen, einen selbstständig operierenden Panzerverband „von vorne“ zu führen, wurde Panzerbefehlsfahrzeugen von Beginn an große Beachtung geschenkt. Die Panzerbefehlswagen erhielten eine unterschiedliche Funkausstattung; die Sd.Kfz.-Nr. gab Auskunft darüber, welche Funkausstattung installiert war.
 Sd.Kfz. 266
Ausgerüstet mit der FU 13 Ausstattung, bestehend aus einem 20 Watt-Sender und zwei Ultra-Kurzwellen-Empfängern.
 Sd.Kfz. 267
Ausgerüstet mit dem FU 13 und dem FU 6, wiederum mit einem 20 Watt-Sender und Ultra-Kurzwellen-Empfänger, zusätzlich mit einem FU 8 30 Watt-Sender und einem Mittelwellen-Empfänger (Verbindung zu Divisionsstäben).
 Sd.Kfz. 268
Ausgerüstet mit dem FU 13, FU 6, FU 8 und FU 7, welches einen 20 Watt-Sender und einen Ultra-Kurzwellen-Empfänger hatte (Verbindung zu Flugzeugen).
Das erste Modell, der 1938/39 in 30 Exemplaren gebaute „Panzerbefehlswagen III Ausführung D1“, baute auf dem Kleinserientyp D auf. Der nicht drehbare Turm war mit dem Panzerkasten fest verschraubt; die Kanone war eine Attrappe. Lediglich das Funker-MG stand als Nahverteidigungswaffe zur Verfügung. Die für die Kommandeure der Panzerverbände vorgesehenen Fahrzeuge mit ihren fünf Mann Besatzung verfügten über eine erweiterte Funkausstattung, die aus zwei Funkgeräten, zwei Stabantennen (1,4 und 2 m lang), einem Kurbelmast (9 m mit Sternantenne) sowie einer großen Rahmenantenne über dem Motorraum bestand. Alle Panzerbefehlswagen waren mit einem Kurskreisel ausgestattet. Die 1939/40 hergestellten 45 „PzBefWg III Ausführung E“ und die 1940/41 hergestellten 175 „PzBefWg III Ausführung H“ basierten fahrwerksmäßig auf den jeweiligen Grundmodellen und unterschieden sich kaum von der ersten Ausführung des Panzerbefehlswagens.
Da die Panzerbefehlswagen infolge der deutschen Kriegsdoktrin häufig auch hinter den feindlichen Linien mit im Kampf standen, forderte die Truppe ein vollwertig bewaffnetes Führungsfahrzeug. Daimler-Benz fertigte 1942 auf Basis des Panzerkampfwagen III Ausf. J den „Panzerbefehlswagen III Ausführung J“. Unter Wegfall des Bug-MG und eines Teils des normalen Munitionsbestands wurde Platz für die zusätzliche Funkausstattung geschaffen. Der Ladeschütze fungierte als zweiter Funker, wobei wegen der zusätzlichen Funkausstattung im Turm beengte Platzverhältnisse herrschten. Mit den gleichen Modifikationen fertigte Daimler-Benz 1942/43 Panzerkampfwagen III Ausf. M als „Panzerbefehlswagen III Ausführung K“.
Von der Ausführung J mit der 5-cm-KwK L/42 wurden 81 Stück und von der Ausführung K mit der 5-cm-KwK L/60 wurden 50 Stück hergestellt, wobei zu ersterer Ausführung noch zusätzlich 104 Umbauten dazukamen, die mit Truppenmitteln aus normalen Kampfpanzern entstanden. Die Fahrzeuge mit der kurzen 5-cm-Kanone konnten 75 Schuss und die mit der langen Kanone 65 Schuss Munition aufnehmen. Die starre Rahmenantenne wurde durch eine weniger auffällige Sternantenne ersetzt. Der Preis für diese 23 Tonnen schweren Fahrzeuge betrug ohne Waffen 110.000 Reichsmark.

### Panzerbeobachtungswagen (Sd.Kfz. 143)

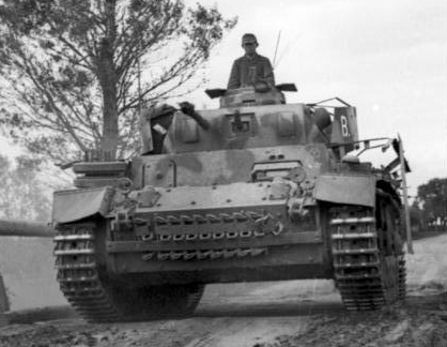
PzBeobWg (mit KwK-Attrappe)

Um zu gewährleisten, dass die Beobachter der Panzerartillerie den Panzerverbänden ins Gefecht folgen konnten, entstand der „Panzerbeobachtungswagen III (Sd.Kfz. 143)“, von dem Alkett in den Jahren 1941 und 1942 insgesamt 262 Stück herstellte. Der Panzerbeobachtungswagen III hatte eine Besatzung von fünf Mann, die aus einem Panzerbeobachter, Hilfsbeobachter, Fahrer und zwei Funkern bestand. Das Fahrzeug hatte als einzige Bewaffnung ein MG 34 in einer Kugelblende im drehbaren Turm; ein Blechrohr als Attrappe simulierte die Kanonenbewaffnung. Neben einem vom Hilfsbeobachter zu bedienenden Periskop hatte das Fahrzeug eine umfangreiche Funkausrüstung, die aus einem FuG 8 (30-Watt-Mittelwellengerät), einem FuG 4 (Mittelwellenempfänger), einem normalen Funksprechgerät, einem Tornisterfunkgerät und einer Bordsprechanlage bestand. Die Weitergabe der Feuerkommandos zu den Panzerhaubitzen wie der Wespe oder Hummel erfolgte über das Funksprechgerät, dessen Reichweite unter günstigen Bedingungen bis zu fünf Kilometer betrug. In den Panzerhaubitzen waren Lautsprecher angebracht, so dass die Geschützbedienung ohne Kopfhörer die Funksprüche des Panzerbeobachtungswagen mithören konnten. Der Panzerbeobachtungswagen III, der die bis dahin eher als Übergangslösung verwendeten Sd.Kfz. 253 – eine Abart des Sd.Kfz. 250 – ablöste, bewährte sich vollauf.

### Tauchpanzer

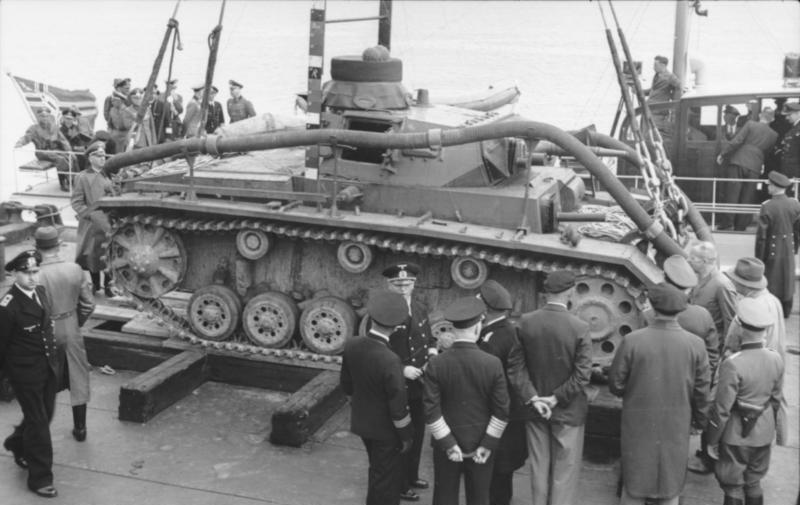
Ein Tauchpanzer während einer Übung für die Invasion Englands

Für die Invasion Englands wurden nach dem Frankreichfeldzug in Putlos drei Sonderabteilungen aus Freiwilligen aufgestellt. In diesen Abteilungen wurden 168 Panzer der Ausführungen F, G und H durch spezielle Vorkehrungen tauchfähig gemacht. Dazu wurden alle Öffnungen mittels Abdeckband oder Kabelteer abgedichtet sowie die Lufteinlassöffnungen des Motorraumes vollständig verschlossen. Zwischen Turm und Wanne wurde ein aufblasbarer Gummischlauch eingelegt. Über die Walzenblende, die Kommandantenkuppel und das Funker-MG wurde ein Gummiüberzug gelegt, der mittels eingearbeiteter Knallzündschnüre nach dem Auftauchen abgesprengt werden konnte. Die Luftzufuhr erfolgte durch einen 18 m langen Schlauch, an dessen Ende sich eine Boje mit einer Funkantenne befand. Die Auspuffrohre hatten Überdruckventile und das Lüftergetriebe war auszukuppeln. Die Tauchtiefe betrug maximal 15 m, wobei eindringendes Sickerwasser mittels einer Lenzpumpe entfernt wurde. Bei schon vorbereiteten Maßnahmen dauerte der Vorgang, an dem alle fünf Besatzungsmitglieder beteiligt waren, rund 45 Minuten. Die gesamte Besatzung sollte mit Tauchrettern ausgerüstet werden. Der Einsatz der mit Kurskreiseln ausgestatteten Tauchpanzer war folgendermaßen geplant: Lastkähne sollten die Panzer so nahe an die englische Küste bringen, bis die entsprechende Wassertiefe erreicht war. Dann sollten die Panzer über eine mit Schienen verlängerte Rampe ins Meer rutschen. Die Navigation sollte über Funk von einem Kommandoboot erfolgen. Aufgrund des Auftriebs ließen sich die Fahrzeuge sehr leicht lenken. Nachdem das Unternehmen Seelöwe gestrichen worden war, erfolgte der Einsatz dieser Fahrzeuge bei der Durchquerung des Bug am ersten Tag des Russlandfeldzuges. Trotz anfänglicher Skepsis erreichten alle 80 eingesetzten Panzer das gegenüberliegende Ufer.

### Flammpanzer

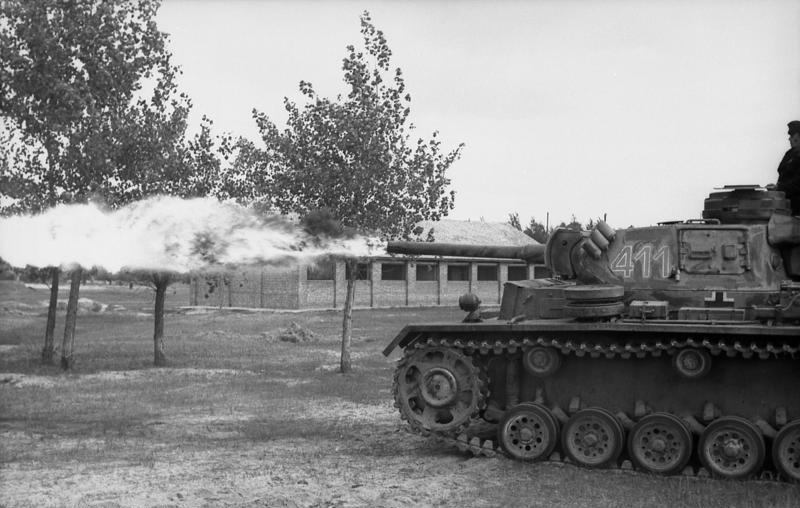
Flammpanzer III, Russland 1943

Im Jahre 1942 wurden 100 Panzer der Ausführung M ohne Waffen von dem Unternehmen MIAG an die Waggonfabrik Wegmann in Kassel geliefert, wo der Umbau zum Flammpanzer III erfolgte. Die Bezeichnung der Fahrzeuge lautet offiziell „Panzerkampfwagen III (Fl) (Sd.Kfz. 141/3)“. Anstelle der Kanone wurde ein 1,5 m langes Flammstrahlrohr mit einer 14-mm-Düse eingesetzt, das sich nach oben 10° und nach unten 20° schwenken ließ. Die beiden Maschinengewehre wurden beibehalten. Durch eine mit einem DKW-Zweitaktmotor angetriebene Pumpe wurde das Flammöl zum Flammrohr gepumpt und durch Hochspannung zur Zündung gebracht. Der Ölvorrat von 1023 Litern wurde in Tanks mitgeführt, die sich an beiden Seiten des Innenraumes befanden. Als Schutz wurde die 50 mm starke Fahrzeugfront mit 30 mm und die Turmfront mit 20 mm starken Panzerplatten verstärkt; die Seitenpanzerung blieb gleich. Für jeweils zwei bis drei Sekunden Dauer konnten bis zu 80 Feuerstöße mit einer Reichweite von bis zu 60 m abgegeben werden. Die Besatzung des 23 t schweren und mit zwei Funkgeräten ausgestatteten Fahrzeuges bestand aus drei Mann. Der Einsatz des Flammpanzers erfolgte erstmals 1943 in Sonderabteilungen, die einen Soll-Bestand von zwei Panzerbefehlswagen III, zwölf Panzer II, zwei Panzer III Ausführung N und zehn Flammpanzer III hatten.

### Bergepanzer
In den Jahren 1939 bis 1943 wurden insgesamt 271 Bergepanzer III hergestellt, welche aus reparaturbedürftigen und zur Instandsetzung zurückgelieferten Kampfpanzern entstanden. Anstelle des Drehturmes erhielt der als Provisorium geltende Bergepanzer einen hölzernen Kastenaufbau, in welchem Bergungs- und Instandsetzungsmaterial gelagert werden konnte. Zusätzlich waren ein Erdanker und ein 1-t-Hilfskran montiert.

### Sonstige Abwandlungen

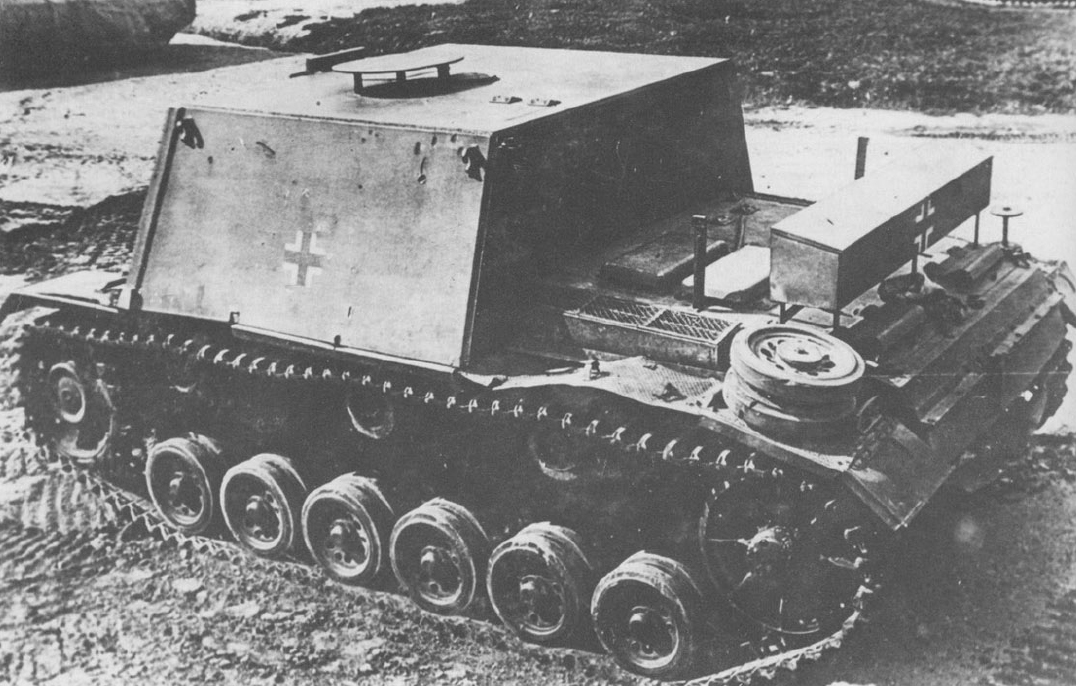
StuIG 33 (ohne Geschütz)

Aus einer Umbauaktion entstand der nur in geringen Stückzahlen gefertigte und für Nachschubaufgaben verwendete Schlepper III, bei dem nach der Entfernung des Turmes eine hölzerne Ladepritsche auf das Fahrgestell aufgesetzt wurde. Ähnlich wurde mit den gleichfalls nur in geringen Stückzahlen vorhandenen Pionierpanzer III verfahren. In gleicher Weise entstand der seltene Munitionspanzer III, bei dem der Turm entfernt, im Innenraum Stauplätze für Munition geschaffen und der offene Drehkranz mittels einer Luke verschlossen wurde. Über das Prototypenstadium nicht hinaus kamen ein Minenräumpanzer, der durch eine Verlängerung der Schwingarme über eine beträchtliche Bodenfreiheit verfügte, und ein Eisenbahnschienenfahrzeug zur Bekämpfung von Partisanen. Bestrebungen, das schwere Infanteriegeschütz 33 auf dem Fahrgestell des Panzer III beweglich zu machen, führten zu den im Jahre 1941 von Alkett hergestellten zwölf Vorserienmodellen des offiziell bezeichneten „Sturm-Infanteriegeschütz 33“, das einen vorne 80 mm und seitlich 50 mm stark gepanzerten Aufbau auf einer Panzer-III-Wanne besaß und mit fünf Mann Besatzung und 30 Schuss Munition 21 t wog. Zu einer ab Frühjahr 1942 geplanten Serienfertigung kam es nicht, da die Aufgabe des Fahrzeuges von dem Sturmpanzer IV und dem 15-cm-sIG 33 (Sfl.) auf Pz. 38 (t) „Grille“ wahrgenommen wurde. Einige Fahrzeuge der 0-Serie kamen dennoch an der Ostfront im Sommer 1943 bei der 23. Panzer-Division zum Einsatz. Um den Panzer III für den Straßentransport verlastbar zu machen, wurde der „Tiefladeanhänger 22 t (Sd.Anh. 116)“ gebaut. Von diesem bis zum Jahre 1943 hergestellten Anhänger, der ein Eigengewicht von 13,8 t hatte und 28.000 RM kostete, waren im April 1942 im Heer 141 Stück vorhanden.

### Nachfolger VK 20.01

Zeichnung des VK 20.01 (DB)

Im Mai 1938 erhielt Daimler-Benz den Auftrag, ein Nachfolgemodell für den Panzer III zu entwickeln. Der „VK 20.01 (DB)“ genannte Panzer wurde bei Daimler-Benz unter der internen Bezeichnung „ZW 40“ geführt. Für die geplante Motorisierung mit einem 400-PS-Motor schlug das Heereswaffenamt wie immer einen Ottomotor von Maybach vor, Daimler-Benz hingegen entschloss sich zur Neuentwicklung eines eigenen Dieselmotors. Die Konstruktionsarbeiten zu dem „MB 809“ genannten Motor waren im Juni 1940 abgeschlossen; die Probeläufe erfolgten im Frühjahr 1941. Es handelte sich um einen 12-Zylinder-Dieselmotor mit 25,5 Litern Hubraum und einer Leistung von 400 PS. Im März 1941 wurde dieser Motor im Werk Berlin-Marienfelde in den VK-20.01-Prototyp eingebaut. Das Fahrzeug erreichte bei einem Gefechtsgewicht von 22 t eine Höchstgeschwindigkeit von 50 km/h. Der Kraftfluss des Motors ging über ein Acht-Gang-Vorwählgetriebe und ein Überlagerungslenkgetriebe zu den vorne liegenden Antriebsrädern. Der zweite Prototyp besaß noch ein herkömmliches Kupplungs-Lenkgetriebe. Das Laufwerk mit sieben Rollen war an Blattfedern aufgehängt. Über die geplante Bewaffnung gibt es keine Unterlagen. Als kurz nach dem Beginn des Russlandfeldzuges die kampfstärkeren russischen Panzer auftraten, wurde das Projekt eingestellt.

### Panzerkampfwagen III/IV
Da die Panzer III und Panzer IV in konstruktionstechnischer Hinsicht starke Ähnlichkeiten hatten, kam es im September 1941 zu Überlegungen, auf Grundlage der beiden Panzer ein vollkommen einheitliches Fahrzeug zu schaffen. Die Panzer III n.A. (neuer Art) und Panzer IV n.A. genannten Panzerkampfwagen sollten sich lediglich in der Hauptbewaffnung unterscheiden. Durch die Baugleichheit wurden große Einspareffekte bei Produktion, Nachschub, Ausbildung und Instandsetzung erwartet. Die Fahrzeuge sollten mit einer Rundumpanzerung von 50 mm ausgerüstet sein. Die auffälligste Änderung war die Verwendung eines Schachtellaufwerkes mit großen Laufrädern. Des Weiteren war eine hydraulische Turmschwenkeinrichtung vorgesehen. Einige Prototypen mit Schachtellaufwerk und Turm des Panzer III mit kurzer 5-cm-Kanone wurden gebaut. Aufgrund der an der Ostfront gemachten Erfahrungen wurde das Projekt „Panzerkampfwagen III/IV“ eingestellt, da die Fahrzeuge nicht für die neuen Anforderungen nach höherem Panzerschutz und stärkerer Bewaffnung ausgelegt waren.

## Technische Daten
| Technische Daten der Ausführungen des Panzerkampfwagen III |                               |                               |                    |             |                                  |                  |
|                                                            | Ausf. A–D                     | Ausf. E                       | Ausf. F, G         | Ausf. H     | Ausf. J, L, M                    | Ausf. N          |
| Allgemeine Eigenschaften                                   |                               |                               |                    |             |                                  |                  |
| Gewicht                                                    | 16 t (Ausf. A: 15 t)          | 19,5 t                        | 20,3 t             | 21,6 t      | 22,3 t                           | 23 t             |
| Länge                                                      | 5,69 m                        | 5,41 m                        | 5,41 m             | 5,52 m      | 6,41 m                           | 5,52 m           |
| Breite                                                     | 2,81 m                        | 2,91 m                        | 2,92 m             | 2,95 m      | =                                | =                |
| Höhe                                                       | 2,54 m                        | 2,44 m                        | 2,44 m             | 2,50 m      | 2,51 m                           | 2,51 m           |
| Bewaffnung                                                 |                               |                               |                    |             |                                  |                  |
| Hauptbewaffnung                                            | 3,7-cm-KwK 36                 | 3,7-cm-KwK 36                 | 5-cm-KwK 38        | 5-cm-KwK 38 | 5-cm-KwK 39                      | 7,5-cm-KwK 37    |
| Sekundärbewaffnung                                         | 3 × MG 34                     | =                             | 2 × MG 34          | =           | =                                | =                |
| Munitionsvorrat                                            | KwK: 121 MG: 4500             | KwK: 125 MG: 4500             | KwK: 99 MG: 3750   | =           | KwK: 84 (J=99) MG: 3750          | KwK: 64 MG: 3750 |
| Kaliberlänge (KwK)                                         | 45                            | =                             | 42                 | =           | 60                               | 24               |
| Rohrlänge (KwK)                                            | 1717 mm                       | =                             | 2100 mm            | =           | 3000 mm                          | 1766 mm          |
| Kampfentfernung                                            | 1000 m                        | =                             | 1200 m             | =           | 1300 m                           | 650 m            |
| Gewicht (KwK)                                              | 195 kg                        | =                             | 223 kg             | =           | 255 kg                           | 490 kg           |
| Rohr-Lebensdauer                                           | 4000 Schuss                   | =                             | ?                  | ?           | 8000 Schuss                      | 13.000 Schuss    |
| Preis (KwK)                                                | 4800 RM                       | =                             | ?                  | ?           | 5600 RM                          | 8000 RM          |
| Panzerung                                                  |                               |                               |                    |             |                                  |                  |
| Wannenfront                                                | 15 mm / 70–80°                | 30 mm / 70–80°                | =                  | 30 + 30 mm  | 50 mm / 70–80° (L / M: 50+20 mm) | 50 + 20 mm       |
| Wannenseite                                                | 15 mm / 90°                   | 30 mm / 90°                   | =                  | =           | =                                | =                |
| Wannenheck                                                 | 15 mm / 80°                   | 30 mm / 80°                   | =                  | 30 + 30 mm  | 50 mm / 80°                      | =                |
| Wannendecke                                                | 18 mm                         | =                             | =                  | =           | =                                | =                |
| Wannenboden                                                | 15 mm                         | 30 mm                         | =                  | =           | =                                | =                |
| Turmfront                                                  | 15 mm / 75°                   | 30 mm / 75°                   | =                  | =           | 50 mm / 75° (L / M: 57+20 mm)    | 57 + 20 mm       |
| Turmseite                                                  | 15 mm / 65°                   | 30 mm / 65°                   | =                  | =           | =                                | =                |
| Turmheck                                                   | 15 mm / 78°                   | 30 mm / 78°                   | =                  | =           | =                                | =                |
| Turmdecke                                                  | 10 mm                         | =                             | =                  | =           | =                                | =                |
| Antrieb                                                    |                               |                               |                    |             |                                  |                  |
| Ottomotor: wassergekühlter Zwölfzylinder-V-Motor           |                               |                               |                    |             |                                  |                  |
| Typ                                                        | Maybach HL 108 TR             | Maybach HL 120 TR             | Maybach HL 120 TRM | =           | =                                | =                |
| Bohrung x Hub                                              | 100 mm × 115 mm               | 105 mm × 115 mm               | =                  | =           | =                                | =                |
| Hubraum                                                    | 10,8 l                        | 11,9 l                        | =                  | =           | =                                |                  |
| Leistung (maximal)                                         | 250 PS (184 kW) bei 2600/min  | 300 PS (220 kW) bei 3000/min  | =                  | =           | =                                | =                |
| Gänge (V / R)                                              | 5 / 1                         | 10 / 1                        | 6 / 1              | =           | =                                | =                |
| Gewichtsbezogene Leistung                                  | 15,3 PS/t                     | 15,4 PS/t                     | 14,8 PS/t          | 13,9 PS/t   | 13,5 PS/t                        | 13 PS/t          |
| Höchstgeschwindigkeit                                      | 32 km/h                       | 40 km/h                       | =                  | =           | =                                | =                |
| Kraftstoffvorrat                                           | 300 l                         | 320 l                         | =                  | =           | =                                | =                |
| Reichweite                                                 | 150 km (Straße) 100 (Gelände) | 170 km (Straße) 100 (Gelände) | =                  | =           | =                                | =                |
| Kettenbreite                                               | 36 cm                         | =                             | =                  | 40 cm       | =                                | =                |

Anmerkungen zur Tabelle „Technische Daten“
1. ↑  Bei der „Ausführung F“ erhielten nur die letzten 100 Stück die 5-cm-Kanone.
2. ↑  Die „Ausführung J“ hatten noch die kurze 5-cm-KwK 38.
3. ↑  Die Panzerung der Blende betrug 50 mm.
4. ↑  Hochleistungsmotor mit Trockensumpfschmierung
5. ↑  Hochleistungsmotor mit Trockensumpfschmierung
6. ↑  wie vor, aber mit Magnetzündung

## Verweise

Panzerkampfwagen III Ausf. L